# Leke (langue)
Pour les articles homonymes, voir Leke et Bomitaba.
Le leke (ou bomitaba) est une langue bantoue parlée par les Bomitaba en république du Congo.